# Kalifersite
La kalifersite è un minerale.

## Etimologia
Il nome rispecchia la composizione chimica: kalium (potassio), ferrum (ferro) e silicium (silicio)